# Pink Narcissus
Pink Narcissus é um filme de drama artístico americano de 1971 dirigido por James Bidgood e estrelado por (desconhecidos) Bobby Kendall, Don Brooks e o ator de teatro Charles Ludlam. Visualiza as fantasias eróticas de um prostituto gay.

## Premissa
Entre as visitas de seu guardião, ou de John, um belo prostituto (Bobby Kendall), sozinho em seu apartamento, relaxa, fantasiando sobre mundos onde ele é o personagem central. Por exemplo, ele se retrata como um toureiro, um menino escravo romano e o imperador que o condena, e o guardião de um harém masculino para quem outro homem executa uma dança do ventre.

## Produção
O filme é rodado principalmente em filme 8 mm com iluminação brilhante e sobrenatural e cores intensas. Além de sua última cena climática, que foi filmada em um loft no centro de Manhattan, foi produzida em sua totalidade (incluindo cenas ao ar livre) no pequeno apartamento de Bidgood em Nova Iorque durante um período de sete anos (de 1963 a 1970) e finalmente liberado sem o consentimento do diretor, que, portanto, foi creditado como Anônimo. Ele disse em uma entrevista: "Veja, o motivo pelo qual retirei meu nome foi porque estava protestando, o que ouvi na época, foi isso que você fez ..."

## Proveniência
Como o nome do cineasta não era amplamente conhecido, correram rumores de que Andy Warhol estava por trás disso. Em meados da década de 1990, o escritor Bruce Benderson iniciou uma busca por seu criador com base em várias pistas e finalmente verificou que era James Bidgood, que ainda morava em Manhattan e trabalhava no roteiro de um filme. Em 1999, um livro pesquisado e escrito por Benderson foi publicado pela Taschen sobre o conjunto de trabalhos fotográficos e cinematográficos de Bidgood.
O estilo inconfundivelmente kitsch de Bidgood foi mais tarde imitado e refinado por artistas como Pierre et Gilles.
Em 2003, o filme foi relançado pela Strand Releasing, já que o filme completou 35 anos em 2006.

## Música
- Joseph Haydn: Horn Concerto No. 1
- Modest Mussorgsky: Quadros de uma Exposição
- Modest Mussorgsky: Night on Bald Mountain
- Sergei Prokofiev: Alexander Nevsky
- Kenneth Gaburo: "Lemon Drops"
- Genaro Nunez, Banda Taurina, Rosalio Juarez: "Corazon Hispano"